# Johnny Jordan
John William Jordan (8 tháng 11 năm 1921 - 9 tháng 1 năm 2016) là một cựu cầu thủ bóng đá chuyên nghiệp người Anh thi đấu ở vị trí tiền đạo.
Sinh ra ở Bromley, Kent, ông khởi đầu sự nghiệp với câu lạc bộ quê nhà Bromley, trước khi chuyển sang Grays Athletic, West Ham United (cầu thủ nghiệp dư), Tottenham Hotspur, Juventus, Birmingham City, Sheffield Wednesday, Tonbridge và Bedford Town. Jordan mất ngày 9 tháng 1 năm 2016 ởCambridge lúc 94 tuổi.